# Clan Hino

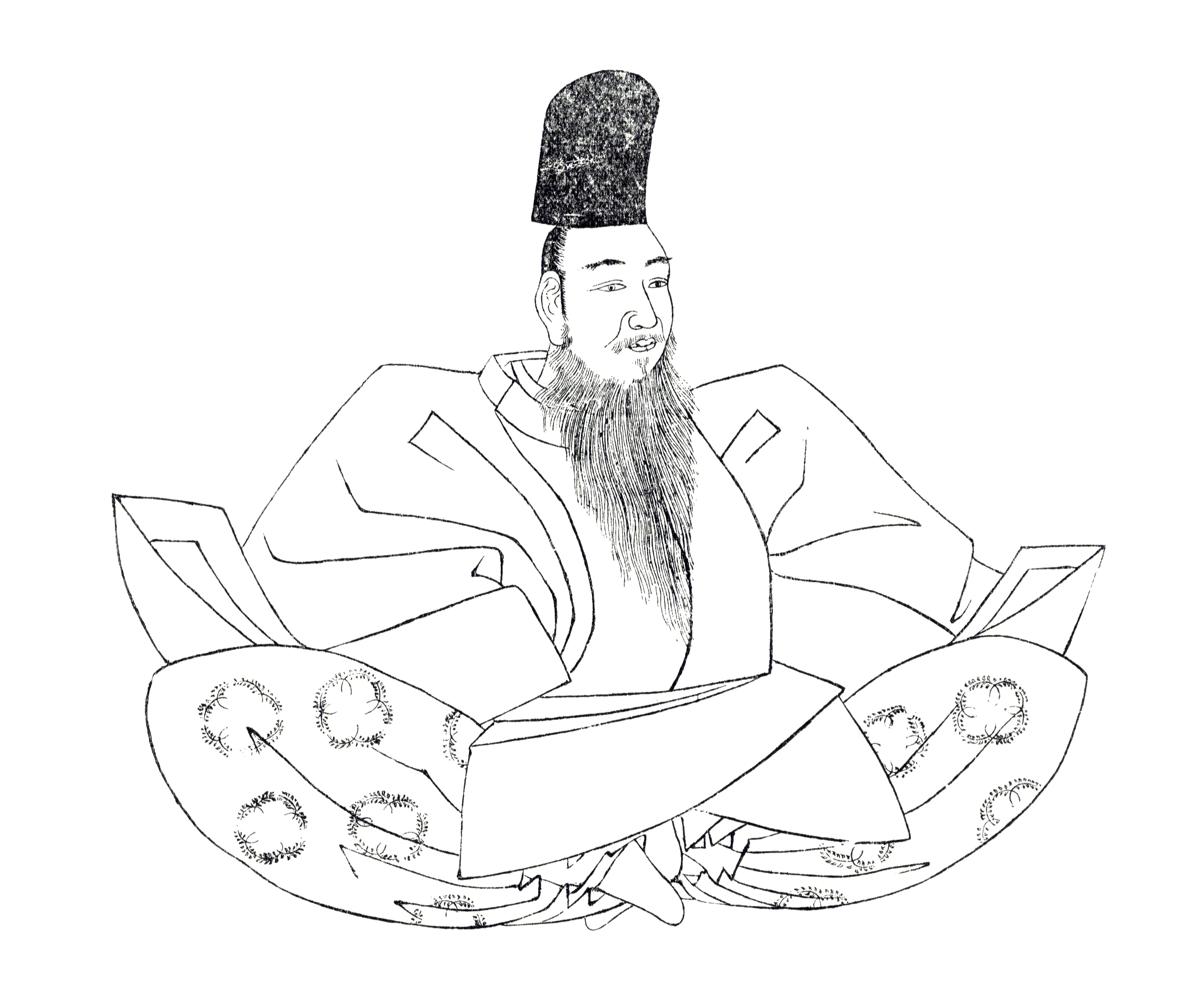
Portrait de Hino Katsumitsu.

Le Clan Hino ou Famille Hino (日野家, Hino Ke) est un Kōke, un groupe familial de rang inférieur, dans le Japon médiéval.